# Tavarnok
Tavarnok (szlovákul Tovarníky) község Szlovákiában, a Nyitrai kerület Nagytapolcsányi járásában.

## Fekvése
Nagytapolcsánytól 2 km-re északnyugatra fekszik.

## Története
A település már a 12. században létezett. Első írásos említése 1235-ben történt "Taarnuk" alakban. Királyi birtok, majd a zoborhegyi bencés apátságé. 1272-től az Aba nemzetségé, Egyed tárnokmester rokonáé. Később a tapolcsányi uradalom része. 1570-ben a faluban malom és 7 ház állt. 1715-ben 13 háztartása adózott. 1787-ben 40 házában 350 lakos élt. 1828-ban 55 háza és 385 lakosa volt, akik főként mezőgazdasággal, fazekassággal foglalkoztak. 1834-ben cukorgyár létesült, 1865-ben szeszfőzde, 1866-ban sörfőzde épült. Lakói a közeli nagybirtokokon és a cukorgyárban dolgoztak, mely azonban 1928-ban leégett és már nem építették újjá.
A 18. század végén Vályi András szerint "TAVARNOK. Tavarnik. Tót falu Nyitra Várm. földes Ura Gr. Traun Uraság, lakosai többfélék, fekszik Nagy Tapolcsányhoz közel, mellynek filiája; földgye jó, fája van a’ Podhrágyi erdőből, piatza N. Tapolcsányon."
A 19. század közepén Fényes Elek szerint " Tavarnok, tót falu, Nyitra vmegyében, N. Tapolcsán mellett. Számlál 381 kath., 2 zsidó lak. – Ékesiti az uraság szép kastélya és kerte. Földjei jók; réte legelője elég, erdeje nagy. Szép urasági tehenészet. F. u. gr. Erdődy Józsefnő."
Nyitra vármegye századfordulós monográfiája szerint "Tavarnok, nyitravölgyi tót község, Nagy-Tapolcsány mellett, ettől északnyugotra, 3 kilométerre, 933 r. kath. vallásu lakossal. Posta-, táviró- és vasúti állomása Nagy-Tapolcsány. Ősrégi község, a mely „Tárnok” elnevezés alatt már a XII. században királyi birtok volt. Itt van tavarnoki báró Stummer Ágoston nagyszabásu, díszes kastélya és szép parkja. A kastélyt gr. Forgách Ferencz nyitrai püspök, később esztergomi érsek építtette 1600–1610-ben. VI. Károly e kastélyt a birtokkal együtt 1718-ban gr. Forgách Simontól elkoboztatta és karancs-berényi báró Berényi Péternek adományozta. Később vétel útján gróf Traun de Abendsberg tulajdonába jutott, kitől ismét az Erdődy család vásárolta meg. Ezután gr. Erdődy Erzsébet egyik rokona, gróf Colloredo Mels örökölte és tőle vásárolta 1868-ban a jelenlegi tulajdonos. A kastély nagy kényelemmel van berendezve és helyiségei közül különösen szép a nagyterem és a családi kápolna. Br. Stummer Ágostonnak itt nagy kiterjedésü mintagazdasága nagy czukorgyára van, mely utóbbi körülbelül 47,000  méternyi területet foglal el."
Tavarnokba a 19. században beolvadt Kisjéc falu, melyet 1258-ban "Inferior Jechy" alakban említenek először. 1510-ben "Alsokysyecz" néven szerepel. 1715-ben 4 háztartása volt. 1787-ben a Bossányi család a földesura, 13 házában 139 lakos élt. 1828-ban 25 házát 215-en lakták.
A trianoni békeszerződésig Nyitra vármegye Nagytapolcsányi járásához tartozott. Az 1920-as években sok lakója kivándorolt a tengerentúlra. A Stummer cukorgyár 1929-ben leégett.

## Népessége
| Év:            | 1994. | 2004.   | 2014.   | 2024.   |
| -------------- | ----- | ------- | ------- | ------- |
| Emberek száma: | 1239  | 1315    | 1431    | 1540    |
| Eltérés:       |       | +6,13 % | +8,82 % | +7,61 % |

| Év:            | 2023. | 2024.   |
| -------------- | ----- | ------- |
| Emberek száma: | 1531  | 1540    |
| Eltérés:       |       | +0,58 % |

1880-ban 930 lakosából 31 magyar és 823 szlovák anyanyelvű volt.
1890-ben 933 lakosából 59 magyar, 24 német és 847 szlovák anyanyelvű volt. Ebből 926 római katolikus, 6 evangélikus és 1 izraelita vallású volt.
1900-ban 1098 lakosából 62 magyar és 992 szlovák anyanyelvű volt.
1910-ben 1074 lakosából 245 magyar, 25 német, 17 egyéb és 787 szlovák anyanyelvű volt. Ebből 1054 római katolikus, 10 evangélikus, 9 izraelita és 1 református vallású volt.
1921-ben 1079 lakosából 56 magyar és 967 csehszlovák volt.
1930-ban 1092 lakosából 36 magyar, 25 német, 1 zsidó, 1008 csehszlovák, 1 egyéb nemzetiségű és 21 állampolgárság nélküli volt.
1970-ben 1740 lakosából 1727 szlovák, 12 cseh és 1 orosz volt.
Egy ideig Nagytapolcsány része volt.
2001-ben 1248 lakosából 1237 szlovák volt.
2011-ben 1419 lakosából 1371 szlovák, 5 cseh és 1-1 magyar, morva, német, ruszin és szerb, illetve 38 ismeretlen nemzetiségű volt. Magyar anyanyelvűként senkit sem jegyeztek fel.

## Neves személyek
- Itt született 1713-ban Tapolcsányi Gergely Pál piarista tartományfőnök.
- Itt hunyt el 1721-ben Ebeczky István kuruc generális.
- Itt hunyt el 1914-ben Kelecsényi Károly jogász, entomológus.
- Itt hunyt el 1916-ban Pantocsek József orvos, botanikus, algológus, paleobotanikus.

## Nevezetességei
- Kastélya 1600 és 1610 között épült reneszánsz stílusban. A 18. század közepén Franz Anton Hildebrand tervei szerint barokk stílusban építették át.
- Kápolnája a 19. század végén épült késő gótikus stílusban.

## Külső hivatkozások
- E-obce.sk[halott link]
- Községinfó
- Tavarnok Szlovákia térképén
- Travelatlas.sk